# ポート・ケベック (特設機雷敷設艦)
ポート・ケベック（HMS Port Quebec, M59）はイギリス海軍の特設機雷敷設艦。元はポート・ラインが建造中であった商船「ポート・ケベック」（SS Port Quebec）であった。後に工作艦に改装された。

## 艦歴
本艦はポート・ラインの冷凍船としてJ・L・トンプソン&サンズで1939年に起工し同年8月17日に進水、建造中に海軍本部に徴用され、1939年11月に竣工後はイギリス海軍の特設機雷敷設艦「ポート・ケベック」として就役した。
就役後は第1機雷敷設戦隊（1st Minelaying Squadron）所属となり、カイル・オブ・ロカルシュ（ZA港）を基地として北方機雷礁の敷設活動に従事した。1943年10月に敷設活動が終了した後、「ポート・ケベック」は1944年に航空機工作艦へ改装され、「ディア・サウンド」（HMS Deer Sound, F99）と改名。さらに翌1945年には工作艦へ再改装されている。「ディア・サウンド」は1945年1月1日付けで購入に切り替えられた。
戦後の1946年に「ディア・サウンド」は本来の冷凍船へ戻され旧名の「ポート・ケベック」へ復し、1947年10月24日に本来の所有者であったポート・ラインに買い戻されて民間船として活躍した。「ポート・ケベック」は1968年2月23日に廃棄となり、台湾高雄市のChou's Iron & Steel Co. Ltd.で同年12月から解体が開始された。